# Bisa (peuple de Zambie)
Pour les articles homonymes, voir Bisa.
Ne doit pas être confondu avec Bisa (peuple du Burkina Faso et du Ghana).
Les Bisa forment une population d'Afrique australe vivant au centre-est de la Zambie. Ils font partie du grand groupe des Bemba qui les ont soumis au XIXe siècle.
Dans le passé les Bisa étaient nombreux et puissants. Ils ont joué un rôle important dans le commerce de l'ivoire, des esclaves et du cuivre.
Aujourd'hui la plupart pratiquent une agriculture vivrière. Leur population est estimée à environ 140 000 personnes.

## Ethnonymie
Selon les sources, on observe plusieurs variantes : Abisa, Awisa, Babisa, Bisas, Muiza, Wisa.